# Escola d'Art d'Eivissa
Escola d'Art d'Eivissa (Eivissa, 1935) L'any 1935, el Ministeri d'Instrucció Pública autoritzà la creació de l'Escola d'Arts i Oficis Artístics d'Eivissa. Des de 1995) la seva seu està a can Sifre (Sant Jordi) i orgànicament depèn del departament d'Aprenentatge Permanent de la Conselleria d'Educació i Universitat del Govern de les Illes Balears
Actualment és un centre educatiu de titularitat pública que està situat al terme municipal de Sant Josep de sa Talaia, a l'Illa d'Eivissa. Té uns 200 alumnes repartits entre el batxillerat d'art i els Cicles Formatius d'Arts Plàstiques i Disseny de Forja, Ebenisteria, Moblament i Modelisme de la indumentaria.

## Història
La primera ubicació de l'Escola fou l'antic convent dels dominics (del 1935 al 1947), la segona a l'edifici de l'Avinguda Espanya núm.12. A partir del Decret de 24 de juliol de 1963 passà a anomenar-se Escola d'Arts Aplicades i Oficis Artístics.

## Directors
Tots els directors foren professors de l'Escola, per aquest motiu no els repetim a l'apartat de professors destacats, ni al d'alumnes.
- 1935-1936 Joan Torres Juan
- 1936 Bernat Novella[3]
- 1938-1945 Josep Tarrés Palau
- 1945-1981 Josep Zornoza Bernabeu[4]
- 1981-1983 Carloandrés López del Rey
- 1983-1987 Francesc Riera Bonet
- 1987-1988 Ricardo González Gil
- 1988-1991 Carmen Carretero Marco
- 1991-2008 Joan Josep Torres Riera.
- 2009-2019 Miguel Martínez Pérez
- 2019-2024 Marian Ferrer[5]
- 2024- Actualment Joan Manel Ortí Capellino

## Professors destacats
- Ignacio Agudo Clará
- Antoni Pomar Juan
- Manuel Prieto
- Manel Ortí

## Alumnes destacats
- Adrian Rosa Hidalgo
- Vicent Calbet
- Antoni Cardona Cardona[6]
- Elies Torres
- Anneliese Wit[7]
- Marcos Tur Wit
- Aïda Miró
- Adrià Cardona
- Jaume Marí
- Javierens
- Untaltoni